# Жемчужне (Україна)
Жемчужне — село в Україні, у Юр'ївській селищній громаді Павлоградського району Дніпропетровської області. Населення за переписом 2001 року становить 516 осіб. До 2017 орган місцевого самоврядування — Жемчужненська сільська рада.

## Географія
Село Жемчужне знаходиться на лівому березі річки Мала Тернівка, вище за течією примикає село Катеринівка, нижче за течією на відстані 3 км розташоване селище Юріївка. Через село проходять автомобільні дороги Т 0412 і Т 2107.
У селі річка Дубова впадає у річку Малу Тернівку.

## Історія
Засновано хутір – Жемчужне наприкінці XVIII століття грузинським князем Миколою (Ніколозом) Георгієвичем Мусхеловим (Мусхелішвілі), який служив у адміністративному апараті Новоросії і отримав пустуючі землі як «дачі». Поступово поселення навколо хутора розросталось. Згодом хутір перейменували в село Княже, ще воно називалось Мусхелівка. На початку ХІХ століття село отримали у спадок по духовному заповіту діда, князя М.Мусхелова, Олекса Стороженко та його брат Микола, і воно стало називатися Стороженкове. На початку ХХ століття село знову називалось Жемчужне.
Про походження назви існує багато версій. Серед місцевих мешканців поширена така легенда, що начебто Катерина II проїжджала через село і випадково порвала намисто й розсипала. Намисто було із перлів (рос. жемчуга). Всі намистини зібрали, а однієї не знайшли. Звідси і пішла назва села — Жемчужне.
Станом на 1886 рік у селі Юр'ївської волості Павлоградського повіту Катеринославської губернії мешкало 327 осіб, налічувалось 64 двори, постоялий двір.
23 січня 1952 року створена Жемчужненська сільська рада з центральною садибою с. Жемчужне.
12 червня 2020 року, відповідно до розпорядження Кабінету Міністрів України № 709-р «Про визначення адміністративних центрів та затвердження територій територіальних громад Дніпропетровської області», увійшло до складу Юр'ївської селищної громади.
19 липня 2020 року, в результаті адміністративно-територіальної реформи та ліквідації Юр'ївського району, село увійшло до складу Павлоградського району.

## Населення

### Мова
Розподіл населення за рідною мовою за даними :
| Мова            | Кількість | Відсоток |
| --------------- | --------- | -------- |
| українська      | 484       | 93.80%   |
| російська       | 28        | 5.43%    |
| вірменська      | 2         | 0.39%    |
| румунська       | 1         | 0.19%    |
| інші/не вказали | 1         | 0.19%    |
| Усього          | 516       | 100%     |

## Група могил радянських воїнів

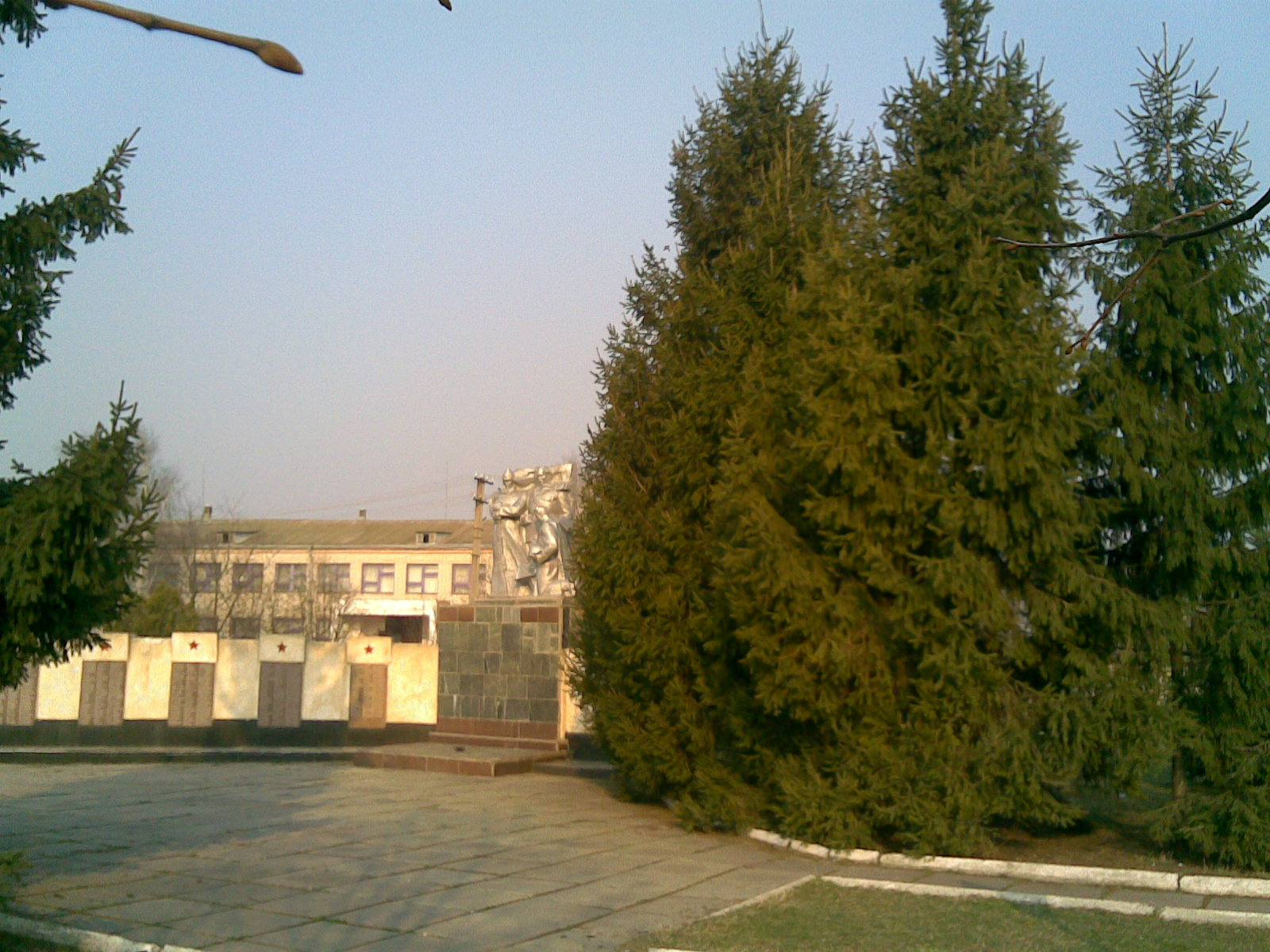
Меморіальний комплекс, що складається з трьох братських могил радянських воїнів і пам'ятника односельчанам у с. Жемчужне

Меморіальний комплекс, що складається з трьох братських могил радянських воїнів і пам'ятника односельцям, знаходиться на вулиці Центральній, біля школи. В трьох братських могилах поховано 33 воїни 25-ї і 57-ї гвардійських стрілецьких дивізій, які загинули при визволенні сіл Жемчужне та Затишне 17—19 вересня 1943 року. 1953 року проведено перезахоронення з місць першочергових поховань. 1957 року біля могил було встановлено скульптуру «Воїн з автоматом», а 1985 року замінили на скульптурну групу «Три воїни», три могили виділили однією, по контуру якої знаходяться 14 меморіальних дощок із прізвищами похованих воїнів. Ліворуч від пам'ятника встановлено стелу з мармуровими дошками, на яких викарбувано прізвища 250 воїнів-земляків із сіл Кіндратівка, Затишне, Стовбине, Воскресенівка та Василівка, які загинули на фронтах Другої світової війни. Територія пам'ятки 30,0×11.0 м. Напис на одній з меморіальній дощок: «20 неизвестных солдат». Поховання та територія пам'ятки упорядковані.
Встановлені імена загиблих:
1. Аябін Яків Миколайович, рядовий
2. Бобров Іван Михайлович, рядовий
3. Бєлоус Федір Євтихович, рядовий
4. Брянцев Григорій Павлович, рядовий
5. Дешин Іван Абрамович, старший сержант
6. Іванков Микола Федорович, рядовий
7. Козлов Павло Васильович, сержант
8. Петрусян Варазян Леонтієвич, рядовий
9. Россомахін Михайло Семенович, рядовий
10. Самойлов Константин Самойлович, рядовий
11. Стрелюк Давид Григорович, рядовий
12. Орєхов Василь Семенович, старший сержант
13. Христов Ілля Борисович, рядовий

## Економіка
- ТОВ «Прогрес-Агро».
- ТОВ «Урожай».
- ФГ «Тандем Агро».

## Заклади соціально-культурної сфери
- Жемчужненська Філія "НВК";
- Дитячий садок;
- ФАП;
- Клуб;
- Бібліотека.

## Природно-заповідний фонд
Поблизу села знаходиться ландшафтний заказник місцевого значення Варламівський.